# Кассиан (Ляхницкий)
Кассиан Ляхницкий или Лехницкий (1735—1784) — архимандрит Киево-Братского монастыря Русской православной церкви, педагог и ректор Киево-Могилянской духовной академии.

## Биография
Родился в 1735 году в Подоле города Киева в семье причетника Ерофея Ляхницкого. Образование Ляхницкий получил в Киево-Могилянской духовной академии и по окончании курса был оставлен в ней же учителем, так как проявил свои педагогические способности ещё будучи студентом, преподавая ученикам младших курсов греческий язык. 

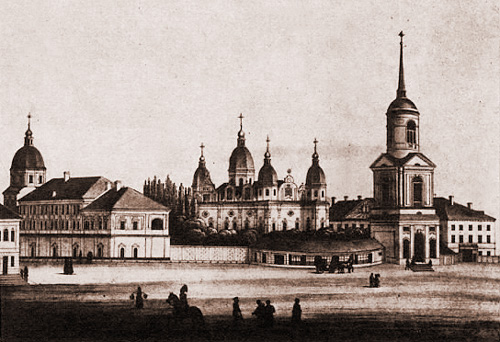
Киево-Братский монастырь; рядом с ним здание Киево-Могилянской академии

В 1762 году Ляхницкий постригся в монашество с именем Кассиана; в 1773 году назначен префектом КМА; с 1774 года преподавал в Академии богословие.
17 мая 1775 года Кассиан Ляхницкий был произведён в архимандриты Киево-Братского училищного монастыря с назначением в ректоры Киево-Могилянской духовной академии. В годы его руководства, в Академии произошло два крупных пожара и отцу Кассиану прищлось потратить немало сил и средств, чтобы восстановить уничтоженное огнём не останавливая учебный процесс.
В октябре 1782 года получил почётное приглашение в столицу Российской империи город Санкт-Петербург на чреду священнослужения и проповеди. 11 июля 1784 года, вскоре после возвращения из Петербурга, Кассиан Ляхницкий заболел и скончался в Кудрявском кафедральном доме, который принадлежал Киевскому Софийском монастырю. 
После смерти отца Кассиана осталась большая библиотека из русских, греческих, латинских и польских книг. 
Из его литературных трудов наиболее известны следующие: «Речь при встрече Высочайших особ в академии», 13 октября 1781 года, и «Руководство о догматах веры» (Киев 1779 год).